# Encefalizacja
Encefalizacja (gr. enképhalos – mózg), cerebralizacja, cerebryzacja (łac. cerebrum – mózg) – ewolucyjny proces, który prowadzi do przejmowania funkcji niższych ośrodków nerwowych przez ośrodki wyższe. Polega na koncentracji neuronów w przedniej, głowowej części ciała zwierzęcia i jest związany z wykształceniem się głowy (cefalizacja) i powstaniem mózgu. W antropologii znaczenie terminu cerebryzacja zawężane jest do ewolucyjnego wzrostu rozmiarów mózgu u naczelnych.